# 兵馬司
兵馬司，中國古代朝廷的軍事機構之一。
明初，明廷在南京置五城兵马司，永乐迁都，北京亦置五城兵马司。在清朝，主要從事京城（北京，但是不包含紫禁城）的治安。該兵馬司轄下軍隊分駐京城各地，主管為文官建制的兵馬司指揮使。1910年代，清朝滅亡後，該機構廢除。